# 英國少林寺
英國少林寺是一間武術學校以及學習少林文化的中心，特別是功夫禪、氣功與佛教禪宗冥想。由少林寺僧人釋延孜於2000年所建，位於英國的北倫敦，介於地下鐵北線的圖夫尼爾公園站及拱門站間。
英國少林寺是中國河南省少林寺之官方分寺，直接受命於住持釋永信。由釋揚雷及第35代徒弟：釋恆道、恆周、恆先及恆第授課。學校強調外在及內在武術訓練的平衡，學生通常同時被訓練功夫及氣功。英國少林寺也和其他海外分寺一樣实行会员制。弟子需要缴纳每年80镑（儿童40镑）的会费成为会员,每次上课再缴纳课时费。

## 課程內容

### 功夫禪
英國少林寺以功夫聞名，並參與國內及國際的戰鬥比賽，與泰拳拳手的社團間戰鬥。
功夫課程著重在散打訓練-一對一對抗-被認為是中國的跆拳道形式。是寺裡學生在比賽中所使用的打鬥風格。此寺的創建者及主要的教師釋延孜曾是15年的中國全國武術冠軍。
學生首先要接受三個月的預備課程訓練，著重在培養力量、耐力及彈性，並學習基本原理，初階學生以不接觸的方式受訓時，學生被鼓勵儘快嘗試通過季度升級測驗。英國少林寺的高階課程則為半接觸及完全接觸，學生將以手套、護墊及圓杆受訓。

### 气功
有初階及進階氣功課程。初階者練習一個套式（一系列的動作），稱八段錦，意思為”八段錦緞”，如此稱呼是因為該套式有八個動作。然而進階學生將會練習使用竹棍進行身體訓練，並有一套具12個動作的進階套式。

### 禪學
禪是佛學的一個分支，並不鼓勵言語教學，取而代之的是鼓勵學生成為敏銳且學得快的觀察者。這些特質為戰鬥者及武術家所共享。
訓練禪學包括禪坐（日語：zazen）及行走冥想。
雖然也有個別的禪學冥想課程，但也強調了功夫訓練的本質和目的實際上與禪宗不可分離。

### 其他活动
其他在英國少林寺所教授的活動包括：
- 太極拳
- 兵器
- 中文课
- 中国书法